# Europäische Raketenkrise
Die europäische Raketenkrise war eine Phase der europäischen Raumfahrt in den Jahren 2022 bis 2024, während derer die europäische Raumfahrtindustrie nur wenige – zeitweise gar keine – Trägerraketen für den Start von Satelliten und Raumsonden bereitstellen konnte. Ursache waren die vorzeitige Außerbetriebnahme der russisch-europäischen Rakete Sojus-ST und Verzögerungen bei der Entwicklung und Inbetriebnahme der neuen Raketenmodelle Ariane 6 und Vega-C. Die ESA war in dieser Zeit gezwungen, Startaufträge für den Raketenbetreiber Arianespace zu streichen und an den Dienstleister SpaceX in den USA zu vergeben.

## Verlauf
Zu Beginn der 2020er Jahre betrieb Arianespace am französischen Weltraumbahnhof in Guayana die Raketen Ariane 5, Vega und Sojus-ST, letztere in Zusammenarbeit mit Russland. Die Vega sollte ab 2020 schrittweise durch das Nachfolgemodell Vega-C ersetzt werden, die Ariane 5 und die Sojus-ST ab 2021 bzw. 2025 durch die Ariane 6. Nach Beginn des russischen Angriffskriegs gegen die Ukraine im Jahr 2022 führten die Sanktionen gegen Russland jedoch zu einem vorzeitigen Aus für die Sojus-ST, während sich die Inbetriebnahme der Ariane 6 verzögerte. Die in Produktion befindlichen Restexemplare der Ariane 5 und der Vega waren bereits für andere Nutzlasten vorgesehen.
Der Raketenmangel vergrößerte sich, als beim zweiten Start der Vega-C im Dezember 2022 ein Defekt an deren zweiter Stufe auftrat, weshalb die Nutzlast – zwei französische Pléiades-Neo-Erdbeobachtungssatelliten – verloren ging. Der Betrieb der Rakete wurde unterbrochen. Die ESA teilte daraufhin mit, der „europäische Trägerraketen-Sektor“ sei „in einer ernsthaften Krise“. Der ESA-Generaldirektor Josef Aschbacher begründete die Verspätung der Ariane 6 mit „hoch beunruhigenden“ technischen Problemen, die nach seiner Amtsübernahme 2021 zu Tage getreten seien. Kurz darauf wurde bekannt, dass beim Vega-Hersteller Avio vier Treibstofftanks für das letzte Vega-Exemplar versehentlich verschrottet worden waren, weshalb auch dieser Start aufgeschoben werden musste.
Die ESA trat nach dem Ausfall der Sojus-ST in Verhandlung mit außereuropäischen Raketenbetreibern. Der Start des Weltraumteleskops Euclid und der Asteroidensonde Hera wurde von Sojus-ST bzw. Ariane 6 auf Falcon-9-Raketen von SpaceX umgebucht. Nach einem längeren Klärungsprozess wegen sicherheitstechnischer Bedenken wechselten auch zwei Starts von Galileo-Navigationssatelliten zur Falcon 9. Für den europäisch-japanischen Erdbeobachtungssatelliten EarthCARE wurde zunächst der Start mit einer Vega-C statt einer Sojus-ST in Betracht gezogen, nach dem vorläufigen Ausfall der Vega-C aber ebenfalls eine Falcon 9 gewählt. Für den Erdbeobachtungssatelliten Sentinel-1C erwog die ESA einen Start mit einer Falcon 9 statt einer Vega-C, entschied sich dann aber für einen verspäteten Vega-C-Start. Der Betrieb des Copernicus-Erdbeobachtungsprogramm blieb dadurch – infolge des Ausfall von Sentinel-1B im Jahr 2022 – vorübergehend eingeschränkt.
Vom Ende der Zusammenarbeit mit Russland war auch der britische Satellitenbetreiber OneWeb betroffen. Fünf geplante Starts von OneWeb-Satelliten – vermittelt durch Arianespace – wurden von Sojus auf Falcon 9 umgebucht, zwei auf indische LVM3.
Im Juni 2024 gab Eumetsat bekannt, den Wettersatelliten MTG-S1 wegen „außergewöhnlicher Umstände“ mit einer Falcon 9 statt einer Ariane 6 starten zu lassen. Diese Entscheidung wurde von europäischen Raumfahrtfunktionären und Politikern kritisiert. Eumetsat äußerte sich nicht zu den genauen Gründen für den Raketenwechsel, aber der Leiter der ESA-Denkfabrik ESPI wies darauf hin, dass bei solchen Missionen Zeitpläne einzuhalten seien.
Der überwiegend erfolgreiche Erstflug der Ariane 6 im Juli 2024 – zwei von fünfzehn Nutzlasten gingen infolge einer fehlgeschlagenen Triebwerkswiederzündung verloren – wird als entscheidender Schritt zur Überwindung der europäischen Raketenkrise angesehen. Im Dezember desselben Jahres ging auch die Vega-C wieder in Betrieb, und im März 2025 absolvierte die Ariane 6 ihren ersten vollständig erfolgreichen Start.

## Neu vergebene Startaufträge
Die folgenden Nutzlasten wurden während der Raketenkrise von Sojus und Ariane 6 auf andere Trägerraketen umgebucht. Es ist nicht bekannt, mit welchem Sojus-Modell die OneWeb-Starts Nr. 14 bis 20 ursprünglich erfolgen sollten. Vorherige OneWeb-Satelliten starteten sowohl mit Sojus-ST von Französisch-Guayana als auch mit Sojus-2.1b in Russland.
| Nutzlast        | Startplanung (Februar 2022) | neue Trägerrakete | Startdatum (UTC) | Startplatz | Anzahl Satelliten |
| --------------- | --------------------------- | ----------------- | ---------------- | ---------- | ----------------- |
| EarthCARE       | 2023 Sojus-ST               | Vega-C Falcon 9   | 28. Mai 2024     | VSFB       | 01                |
| Euclid          | 2023 Sojus-ST               | Falcon 9          | 1. Juli 2023     | CCSFS      | 01                |
| Galileo 29 & 30 | 2022 Sojus-ST               | Falcon 9          | 28. Apr. 2024    | KSC        | 02                |
| Galileo 31 & 32 | 2022 Sojus-ST               | Falcon 9          | 17. Sep. 2024    | CCSFS      | 02                |
| Hera            | 2024 Ariane 62              | Falcon 9          | 7. Okt. 2024     | CCSFS      | 01                |
| MTG-S1          | 2024 Ariane 64              | Falcon 9          | 1. Juli 2025     | KSC        | 01                |
| OneWeb 14       | 2022 Sojus                  | LVM3              | 22. Okt. 2022    | SHAR       | 36                |
| OneWeb 15       | 2022 Sojus                  | Falcon 9          | 8. Dez. 2022     | KSC        | 40                |
| OneWeb 16       | 2022 Sojus                  | Falcon 9          | 10. Jan. 2023    | CCSFS      | 40                |
| OneWeb 17       | 2022 Sojus                  | Falcon 9          | 9. März 2023     | CCSFS      | 40                |
| OneWeb 18       | 2022 Sojus                  | LVM3              | 26. März 2023    | SHAR       | 36                |
| OneWeb 19       | 2022 Sojus                  | Falcon 9          | 20. Mai 2023     | VSFB       | 15                |
| OneWeb 20       | 2022 Sojus                  | Falcon 9          | 20. Okt. 2023    | VSFB       | 20                |